# Vincenzo Riccio (homme politique)
Pour les articles homonymes, voir Vincenzo Riccio.
Vincenzo Riccio (Naples, 27 novembre 1858 - Rome, 20 août 1928) était un homme politique italien. 

## Biographie
Il fut ministre des Postes du royaume d'Italie dans les gouvernements Salandra I et Salandra II, ministre des Travaux publics dans le gouvernement Facta I et ministre de l'Agriculture dans le gouvernement Orlando.

## Source
- (it) Cet article est partiellement ou en totalité issu de l’article de Wikipédia en italien intitulé « Vincenzo Riccio (politico) » (voir la liste des auteurs).